# Leaf River (Illinois)
Leaf River est un village situé au nord du comté d'Ogle dans l'Illinois, aux États-Unis,. Il est incorporé le 10 novembre 1882.

## Démographie
Lors du recensement de 2010, le village comptait une population de 443 habitants. Elle est estimée, en 2016, à 413 habitants.

### Source de la traduction
- (en) Cet article est partiellement ou en totalité issu de l’article de Wikipédia en anglais intitulé « Leaf River, Illinois » (voir la liste des auteurs).